# Together Alone (album d'Anouk)
 (octobre 2024).
La mise en forme du texte ne suit pas les recommandations de Wikipédia : il faut le « wikifier ».
Les points d'amélioration suivants sont les cas les plus fréquents. Le détail des points à revoir est peut-être précisé sur la page de discussion.
- Les titres sont pré-formatés par le logiciel. Ils ne sont ni en capitales, ni en gras.
- Le texte ne doit pas être écrit en capitales (les noms de famille non plus), ni en gras, ni en italique, ni en « petit »…
- Le gras n'est utilisé que pour surligner le titre de l'article dans l'introduction, une seule fois.
- L'italique est rarement utilisé : mots en langue étrangère, titres d'œuvres, noms de bateaux, etc.
- Les citations ne sont pas en italique mais en corps de texte normal. Elles sont entourées par des guillemets français : « et ».
- Les listes à puces sont à éviter, des paragraphes rédigés étant largement préférés. Les tableaux sont à réserver à la présentation de données structurées (résultats, etc.).
- Les appels de note de bas de page (petits chiffres en exposant, introduits par l'outil «  Source ») sont à placer entre la fin de phrase et le point final[comme ça].
- Les liens internes (vers d'autres articles de Wikipédia) sont à choisir avec parcimonie. Créez des liens vers des articles approfondissant le sujet. Les termes génériques sans rapport avec le sujet sont à éviter, ainsi que les répétitions de liens vers un même terme.
- Les liens externes sont à placer uniquement dans une section « Liens externes », à la fin de l'article. Ces liens sont à choisir avec parcimonie suivant les règles définies. Si un lien sert de source à l'article, son insertion dans le texte est à faire par les notes de bas de page.
- La présentation des références doit suivre les conventions bibliographiques. Il est recommandé d'utiliser les modèles {{Ouvrage}}, {{Chapitre}}, {{Article}}, {{Lien web}} et/ou {{Bibliographie}}. Le mode d'édition visuel peut mettre en forme automatiquement les références.
- Insérer une infobox (cadre d'informations à droite) n'est pas obligatoire pour parachever la mise en page.

Pour une aide détaillée, merci de consulter Aide:Wikification.
Si vous pensez que ces points ont été résolus, vous pouvez retirer ce bandeau et améliorer la mise en forme d'un autre article.
Pour l'album d'Alex Hepburn, voir Together Alone (album).
Albums de Anouk
Urban Solitude
(1999)
Together Alone  est le premier album studio de la chanteuse néerlandaise Anouk. Il rencontre un fort succès aux Pays-Bas, notamment à travers ses 3 singles qui atteignirent le Top 30 singles :  "Nobody's Wife", "It's So Hard" and "Sacrifice".
L'album est produit par Barry Hay et George Kooymans du groupe de rock néerlandais Golden Earring.
Une édition collector incluant un second CD avec un remixe de "Nobody's wife", ainsi que des vidéos de "Nobody's Wife" et de "Sacrifice".

## Liste des chansons
1. "Nobody's Wife"
2. "Together Alone"
3. "It's So Hard"
4. "The Other Side of Me"
5. "Pictures on Your Skin"
6. "Sacrifice"
7. "Fluid Conduction"
8. "My Life"
9. "It's a Shame"
10. "Time Is a Jailer"
11. "Mood Indigo"

## Crédits
- Tren van Enckevort - accordéon
- Pim Koopman - arrangement des cordes
- Michel van Schie - basse
- Hans Eijkenaar - batterie
- Satindra Kalpoe - batterie sur "Mood Indigo"
- Lex Bolderdijk - guitare
- John Legrand - harmonica
- Eddy Conard - percussions
- Nico Brandsen - claviers
- Frank Carillo - guitare
- George Kooymans - choriste, guitare
- Barry Hay - choriste
- Carlos Lake - basse sur "Mood Indigo"

## Equipe
- John Sonneveld - ingénieur du son, production
- Sander van der Heide - mastering
- Frans Jansen - photographie
- Peters & Moest'l - graphisme
- Barry Hay - production
- George Kooymans - production

## Certifications
| Région                                                                                                 | Certification | Ventes/Streams |
| --- | ------------- | -------------- |
| Belgique (BEA)                                                                                         | Or            | 0*             |
| Pays-Bas (NVPI)                                                                                        | Platine       | 0^             |
| *Ventes selon la certification ^Mise en rayon selon la certification xNon précisé par la certification |               |                |